# Kurt Diemberger
Kurt Diemberger (16 de marzo de 1932 en Austria) es un alpinista austriaco y la única persona viva que tiene en su haber dos primeras ascensiones a montañas de más de 8000 metros.
El 9 de junio de 1957 Diemberger fue uno de los montañeros que lograron pisar por primera vez la cumbre del Broad Peak. Los otros miembros de la expedición que lo consiguieron con él fueron Fritz Wintersteller, Marcus Schmuck y Hermann Buhl. 
El Dhaulagiri fue coronado por primera vez el 13 de mayo de 1960 por Kurt Diemberger, Peter Diener, Ernst Forrer, Albin Schelbert, Nyima Dorji y Nawang Dorji, miembros de una expedición suizo-austriaca.
Diemberger fue uno de los únicos dos supervivientes en "La Tragedia del K2" de 1986, en la que estuvo a punto de morir. El 4 de agosto de 1986, Diemberger y Julie Tullis alcanzaron la cumbre de K2 muy tarde durante el día. Poco después de comenzar el descenso, Julie cayó arrastrando a Diemberger con ella. Afortunadamente, consiguieron parar y debieron pasar la noche por encima de 8000 metros, al aire libre. Se las arreglaron para llegar al campamento IV a alta cota al día siguiente, pero debido a una tormenta se vieron obligados a permanecer durante días en el campamento con otros 6 montañeros. Desafortunadamente, Julie murió en esos días, posiblemente de HACE, y solamente otro de los escaladores sobrevivió al descenso con Diemberger.
Ochomiles de Kurt Diemberger:
1957 Broad Peak (8047 m) Primera ascensión
1960 Dhaulagiri (8167 m) Primera ascensión
1978 Makalu (8467 m)
1978 Everest (8848 m)
1979 Gasherbrum II (8035 m)
1983 Broad Peak (8047 m)
1986 K2 (8611 m)

## Libros
Diemberger ha escrito los siguientes libros:
- Summits and secrets, (inglés) 1991. Traducido al inglés por Hugh Merrick. ISBN 0-89886-307-4
- Spirits of the Air, (inglés) 1994 ISBN 0-89886-408-9
- K2 : Challenging the Sky, (inglés)1997 ISBN 0-89886-518-2
- The Kurt Diemberger Omnibus, (inglés) 1999 ISBN 1-898573-26-3
- El séptimo sentido: el arte de vivir y escalar montañas, 2007 ISBN 84-9829-070-8
- Entre 0 y 8000 metros, 1995 ISBN 84-87746-55-1
- K2 el nudo infinito, 2004 ISBN 84-96192-23-7
- K2. A challenge to the sky 1954-2004, (inglés) 2004 con Roberto Mantovani ISBN 88-544-0024-6